# Мантуанский собор (1459)
Мантуанский собор — международный конгресс, посвящённый организации крестового похода на турок, проходивший в Мантуе с июня 1459 по январь 1460.

## Османская угроза
После взятия Константинополя османами перед европейскими державами встал вопрос об организации отпора туркам и проведении нового крестового похода. 17 февраля 1454 Филипп III Бургундский принёс клятву фазана, после чего несколько лет по инициативе Бургундии и Рима шли переговоры с различными государями и правительствами. 15 мая 1455 поход был назначен на следующий год, но из-за различных проблем его провести не удалось. К тому времени паника 1453 года, когда казалось, что османы вскоре атакуют Адриатику и Италию, улеглась, а отдельные успехи христиан в 1456—1457 на Балканах и в Эгейском море несколько уменьшили ощущение опасности.
Пришедший в 1458 к власти папа Пий II считал борьбу с турками делом принципиальным. Всем монархам были направлены послания с приглашением прибыть на съезд в Мантую или, по крайне мере, прислать своих представителей.

## Открытие конгресса
25 апреля 1459 Пий II в сопровождении 10 кардиналов и 60 епископов прибыл во Флоренцию, где был встречен наследником герцога Миланского Галеаццо-Марией Сфорца, произнёсшим по этому поводу обязательную речь, написанную гуманистом Гвинифорте Барциццей. 27 мая 1459 Пий II был торжественно принят в Мантуе маркизом Лудовико III Гонзага, и 1 июня открыл конгресс, прибытия на который иностранных представителей пришлось ждать ещё несколько месяцев.
В августе, проехав через Милан, прибыло посольство Бургундии во главе с герцогом Иоганном Клевским, затем на 46 кораблях по Минчо спустился герцог Миланский, приезд которого заставил другие итальянские государства направить своих представителей и предотвратил срыв конгресса. В октябре-ноябре приехали делегаты из Германии и Франции.

## Речи
В начале сентября Пий II открыл конгресс трёхчасовой речью, в которой ярко описал турецкую угрозу христианству:

Мы сами позволили туркам завоевать Kонстантинополь, столицу Востока. И пока мы в беспечности и праздности сидим дома, армии этих варваров продвигаются к Дунаю и Саве. В городе восточной империи они умертвили преемника Kонстантина и его народ, осквернили храмы божьи, запятнали знаменитый собор Юстиниана омерзительным культом Мухаммеда; они уничтожили образы Божьей Матери и других святых, опрокинули алтари, бросили мощи мучеников свиньям, перебили священников, обесчестили женщин и юниц, даже дев, посвятивших себя Богу, перерезали знатных людей города на пиру у султана, перенесли образ нашего распятого Спасителя к себе в лагерь с издевательствами и поношением, с криками «Вот Бог христиан!», и осквернили его грязью и плевками. Все это случилось прямо у вас на глазах, но вы валялись, объятые глубоким сном... Мехмед никогда не сложит оружия, покуда не одержит победу или не потерпит полное поражение. Каждая победа будет для него ступенью к следующей, до тех пор, пока, сокрушив всех властителей Запада и поправ Евангелие Христово, он не установит закон своего лжепророка по всему миру.— Цит. по: Кроули Р. Константинополь. Последняя осада. 1453, с. 318
Речь понтифика, заслужившая упрёки в чрезмерной учёности, содержала обещание довольно странной награды крестоносцам: «Те, кому предстоит умереть в походе, не вернут себе знания всех вещей, как это утверждает Платон, но они его приобретут, согласно мнению Аристотеля», и не вызвала большого энтузиазма у собравшихся.
От Милана выступал знаменитый гуманист Франческо Филельфо, от Бургундии герцог Клевский.
6 сентября кардинал Виссарион Никейский произнёс искусно составленную речь, в которой соперничал с папой и Филельфо, обрушив на слушателей настоящий «потоп эрудиции» с примерами из Писания, древней и новой истории от побед греков над персами и римлян над пунийцами, до разгрома турок Тамерланом, и сокрушаясь от того, что «помыслить постыдно, какой и что за народ — сколь подлый и отвратительный — глумится над людьми умственными, знатными, могущественными».
Среди выступивших с речами были даже две женщины: принцесса Ипполита Мария Сфорца и гуманистка Изотта Ногарола.

## Обсуждение

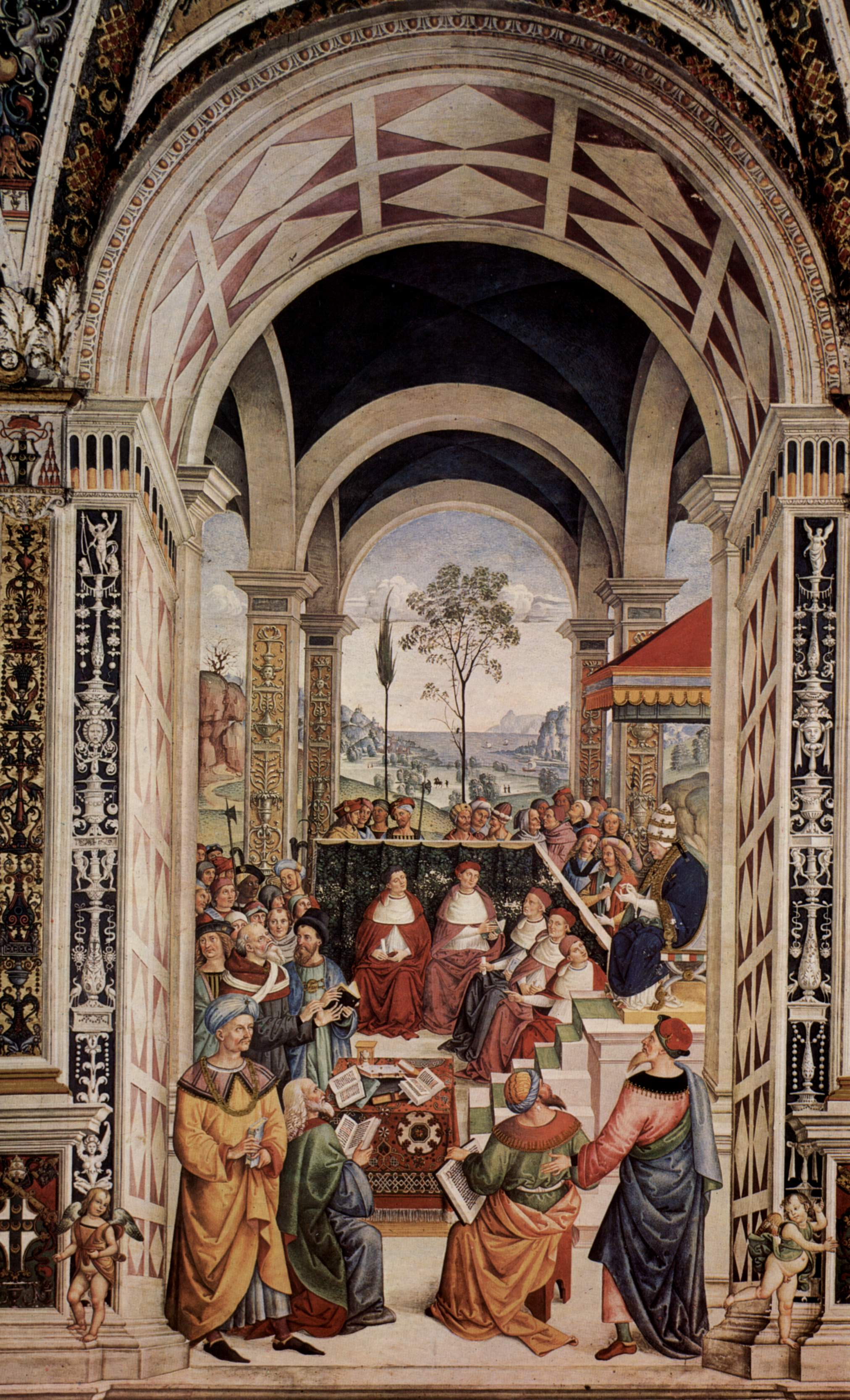
Пий II на соборе в Мантуе. Фреска Пинтуриккьо в Библиотеке Пикколомини, Сиенский собор

По мнению Франческо Сфорца, воевать с турками должны были правители соседних с ними государств, а более отдалённые страны — организовать финансовую поддержку (в частности, Борсо д'Эсте был готов предоставить 300 тыс. дукатов), ибо весьма немногие государи отважились бы надолго оставить свои владения ради заморской экспедиции.
Одним из таких правителей был герцог Бургундский, обязавшийся содержать за свой счёт 6 тыс. воинов.
Венеция рассчитывала договориться с османами, и патриарх Аквилеи кардинал Лодовико Тревизан выступал против похода. Итальянские государства были разделены из-за продолжавшейся анжуйско-арагонской борьбы за Неаполь. Сын Рене Доброго герцог Жан Калабрийский, управлявший Генуей, потратил деньги, собранные на крестовый поход, построив корабли для войны с Ферранте Неаполитанским. Флоренция избрала Жана своим капитаном, а Милан и Венеция поддерживали арагонцев.
Французское посольство, в которое входили архиепископ Руана Гийом д'Эстутвиль, епископ Парижа Гийом Шартье, знаменитый доктор теологии Тома де Курсель и канцлер Гийом Кузино де Монтрёй, явилось, в основном, для поддержки претензий Рене Доброго и прагматической санкции.
В Англии продолжалась политическая борьба, а между Польшей и Тевтонским орденом шла Тринадцатилетняя война. В таких условия было трудно рассчитывать на успех крестоносной проповеди, и Мантуанский конгресс завершился неудачей, тем не менее, папа 14 января 1460 опубликовал буллу о крестовом походе. Для его финансирования духовенство, в том числе и кардиналы, должно было отдать десятую часть доходов, миряне — тридцатую, а евреи — двадцатую. 19 января Пий II покинул Мантую.

## Последствия
В 1460 Филипп Бургундский направил в Рим посольство Антуана Ганерона с конкретными и подробными предложениями. Виссарион Никейский в 1460—1461 объездил с проповедями германские земли, не добившись результата. Из князей империи убеждённым сторонником создания антитурецкой коалиции был король Чехии Йиржи Подебрад, опасавшийся, что иначе католическая агрессия будет направлена против его страны.
В Италии началась анжуйско-арагонская война, в Риме также начались беспорядки, бароны Савелли, Ангвиллара и Колонна вступили в союз с кондотьером Жана Калабрийского Якопо Пиччинино, а тем временем османы захватили остатки византийских владений — Морею и Трапезунд. Только в 1462 анжуйцы были разбиты в битве при Трое, а начало в 1463 венециано-турецкой и османо-венгерской войн позволило вернуться к организации крестового похода.